# Convención Bautista de Panamá
La Convención Bautista de Panamá es una asociación cristiana evangélica de iglesias bautistas que tiene su sede en Burunga, Panamá. Ella está afiliada a la Unión Bautista Latinoamericana y a la Alianza Bautista Mundial.

## Historia
La Convención Bautista de Panamá tiene sus orígenes en una misión americana de la Junta de Misiones Internacionales en 1905.  Se funda en 1959. Según un censo de la asociación, en 2023 dijo que tenía 117 iglesias y 4,800 miembros.

## Escuelas
En 1955 fundó el Seminario Teológico Bautista de Panamá. 